# Maxanapis bellenden
Espèce
Maxanapis bellenden est une espèce d'araignées aranéomorphes de la famille des Anapidae.

## Distribution
Cette espèce est endémique du Queensland en Australie. Elle se rencontre entre 1 054 et 1 620 m d'altitude dans les monts Bellenden Ker et sur le mont Bartle Frere.

## Description
Le mâle holotype mesure 2,09 mm et la femelle paratype 2,35 mm.

## Étymologie
Son nom d'espèce lui a été donné en référence au lieu de sa découverte, le mont Bellenden Ker.

## Publication originale
- Platnick & Forster, 1989 : A revision of the temperate South American and Australasian spiders of the family Anapidae (Araneae, Araneoidea). Bulletin of the American Museum of Natural History, no 190, p. 1-139 (texte intégral).